# Till the End of Time
Till the End of Time is een Amerikaanse dramafilm uit 1946 onder regie van Edward Dmytryk. De film is gebaseerd op de roman They Dream of Home (1944) van de Amerikaanse auteur Niven Busch.

## Verhaal
Cliff Harper, William Tabeshaw en Perry Kincheloe zijn drie mariniers die na de Tweede Wereldoorlog naar huis terugkeren. Ze hebben problemen om zich weer aan te passen aan het civiele leven. De jonge oorlogsweduwe Pat Ruscomb heeft een oogje op Harper.

## Rolverdeling
| Acteur          | Personage        |
| --------------- | ---------------- |
| Guy Madison     | Cliff Harper     |
| Robert Mitchum  | William Tabeshaw |
| Dorothy McGuire | Pat Ruscomb      |
| Bill Williams   | Perry Kincheloe  |
| Tom Tully       | C.W. Harper      |
| William Gargan  | Sergeant Watrous |
| Jean Porter     | Helen Ingersoll  |
| Johnny Sands    | Tommy            |
| Loren Tindall   | Pinky            |
| Ruth Nelson     | Amy Harper       |
| Selena Royle    | Mrs. Kincheloe   |